# Magnus Uggla Band
Magnus Uggla Band var det band som ställde upp i Melodifestivalen 1979 med låten Johnny the Rocker och även släppte en 12 tums-singel samma år med Johnny the Rocker och covers på Ring ring, Mälarö kyrka och Leva livet. Samma år drog de ut på en succéartad folkparksturné.

## Medlemmar
- Magnus Uggla – sång
- Stanley Larsson – trummor
- Sten "Plutten" Larsson – basgitarr
- Reg Ward – saxofon
- Gunnar Hallin – gitarr

## Diskografi
EP
- 1979 – Magnus Uggla band sjunger schlagers (12" vinyl, CBS)